# Yesterday (Shanice-dal)
A Yesterday című dal az amerikai R&B énekesnő Shanice 2. kimásolt kislemeze a Shanice című 4. stúdióalbumáról.

## Videóklip
A dalhoz készült videóklipet 2008 februárjában forgatták, azonban hivatalosan nem jelent meg, azonban Shanice hivatalos YouTube csatornáján látható a klip.

## Megjelenések
CD Single  LaFace Records – LFPCD4388
1. Yesterday (Album Version) 3:51
2. Yesterday (Instrumental) 3:58
3. Yesterday (Call Out Research Hook) 0:13

## Slágerlista
| Slágerlista (1999)                            | Legjobb helyezés |
| --------------------------------------------- | ---------------- |
| US Bubbling Under Hot 100 Singles (Billboard) | 122              |
| US Hot R&B/Hip-Hop Songs (Billboard)          | 40               |